# 김정연 (배우)
김정연(2000년 1월 17일 ~ )은 대한민국의 아역 배우이다.

## 학력
- 국립전통예술고등학교

## 출연 작품

### 드라마
- 2009년 KBS 《장화홍련》 ... 길란 친구 역
- 2010년 MBC 《지붕뚫고 하이킥》 ... 해리 친구 역
- 2010년 MBC NET 《신인류의 사랑》 ... 강원도 소녀 역
- 2013년 MBC 《여왕의 교실》 ... 이다인 역
- 2015년 TV조선 & tvN 《위대한 이야기 - 입시의 정석》 ... 미영 역
- 2022년 넷플릭스《지금 우리 학교는 (드라마)》 ...  김민지 역

### 방송
- 2008년 EBS 《특별기획 2부작 과학 다큐멘터리》
- 2008년 KBS 《생로병사의 비밀 - 童顔의 비밀 편》
- 2008년 OBS 《락(樂) 시즌2》
- 2009년 EBS 《생방송 톡!톡! 보니하니》
- 2009년 KBS 《TV는 사랑을 싣고 - 210회 김명수 편》 ... 혜영 역
- 2009년 KBS 《TV는 사랑을 싣고 - 215회》 ... 보라 역
- 2009년 KBS 《TV는 사랑을 싣고 - 233회 - 아름다운 용서 김빛나 편》 ... 빛나 역
- 2009년 KBS 《이주일의 동요》
- 2009년 EBS 《과학실험 사이펀》
- 2009년 롯데홈쇼핑 《독도사랑 캠페인》
- 2010년 KBS 《TV는 사랑을 싣고 - 245회 아름다운 용서 박은혜 편》 ... 박은혜 역
- 2010년 SBS 《신동엽 300》
- 2010년 KBS 《TV는 사랑을 싣고 - 245회 아름다운 용서 김미진 편》 ... 미진 역
- 2010년 EBS 《이수근의 아바타》
- 2011년 SBS 《꾸러기 탐구생활》 ... 고정출연
- 2012년 채널A 《이영돈PD 논리로 풀다》

### 영화
- 2008년 《미인도》
- 2009년 《거북이 달린다》
- 2009년 《홍길동의 후예》
- 2009년 《미디액트 독립영화 - 사루비아의 맛》 ... 안나 역
- 2009년 《SBS 방송예술원 단편영화 - 12살》
- 2009년 《세이빙 마이 와이프》
- 2009년 《비밀애》
- 2010년 《요술》 ... 피아노 대역
- 2010년 《대진대학교 졸업 단편영화 - 인지상정(人之常情)》 ... 다연 역
- 2010년 《독립장편영화 - 소금별》 ... 지우 역
- 2010년 《종이꽃》 ... 현지 역
- 2011년 《리얼다큐 독립영화 - 김봉곤 청학동 훈장님과 악동들》
- 2011년 《용인대학교 단편영화 - 엄마를 훔치다》 ... 서연 역
- 2011년 《단편영화 - 시험비행》 ... 은영 역
- 2012년 《단편영화 - 소녀 배달부》 ... 아영 역
- 2012년 《중앙대학교 대학원 단편영화 - 스냅샷》 ... 천사 역
- 2012년 《중앙대학교 단편영화 - 꽃》 ... 미나 역
- 2012년 《동국대학교 단편영화 - 잘못된 교육》 ... 어린 연희 역
- 2012년 《용인대학교 단편영화 - 피치걸》 ... 소연 역
- 2012년 《철가방 우수氏》 ... 큰지은 역
- 2015년 《마돈나》 ... 어린 미나 역 (권소현 아역)
- 2016년 《럭키》 ... TV 여고생 1 역
- 2025년 《초혼, 다시 부르는 노래》 ... 강민영 역

## 광고
- 유한킴벌리
- 닌텐도 마법천자문 (온라인)
- 페브리즈 (온라인)
- 한국관광공사
- 챔프
- GNB 영어학원
- 씨매스 사고력 수학
- 이상교육
- 천재교육 아이셀파
- 켈로그 콘푸로스트
- 삼성 갤럭시S4 LTE-A

## 수상
- 2005년 전국 아역모델 탤런트 및 TV광고모델 선발대회 본상
- 2008년 전국 아이모델 선발대회 사진 수상자 선발 (베이비 홈넷)
- 2009년 제 24회 초록동요제 예선 대회 장려상
- 2009년 톱키즈 모델 선발대회 특별상
- 2009년 MBCKID 제 5회 아역모델 선발대회 대상
- 2010년 제 2회 어린왕자, 장미공주 선발대회 장려상
- 2011년 톱키즈 모델 선발대회 은상
- 2011년 해법 스터디 모델 선발대회 대상